# Чуваський національний рух
Чуваський національний рух (чув. Чăваш наци юхăмĕ) — рух чуваського народу за національну емансипацію та рівноправність.

## Історія

### Мобілізація чуваського етносу
Стихійні елементи Чуваської національного руху проявлялися, починаючи з 16 століття, в різноманітних формах соціальних виступів. Ухилення від податків і повинностей, місцеві збройні акції локального значення, подача чолобітних владі, відхід в слабоконтрольовані державою регіони, участь в масштабних антиурядовий. виступах, завзяте опір масової християнізації (Томеев О., Селянське повстання під проводом С. Т. Разіна, Селянське повстання під проводом О. В. Пугачова, Комісія підполковника А. В. Свєчина, Повстання чуваських і марійських селян у 1842) були свідченням протестного потенціалу етносу.
Реформи Олександра II і пов'язані з ними соціально-економічні, політичні та духовні перетворення відкрили нову епоху в історії народів Поволжя. Істотним фактором націонал. мобілізації чуваської етносу стала лібералізація суспільно-політичного життя, пов'язана з розширенням цивільних прав та правового поля, а також освітнього простору. Велику роль у розвитку шкільної справи, культури серед чуваш. населення зіграли Н. І. Ільмінський, Н. І. Золотницький, І. Я. Яковлєв, І. М. Ульянов, Симбірська чуваська школа. Соціально-економічні зрушення і зміни 2-й половині 19 століття відбилися і суспільної свідомості (див. Просвітництво), підготували ідейну основу для виникнення організованого Чуваської народного руху, формулювання його гасел, політичним. інтересів і вимог.
На рубежі 19-20 ст. відбулася консолідація чувашів в етнонацію. Її базові ознаки: чуваська мова, що виросла до рівня єдиного літератур. мови, професіонал. культура, поява націонал. інтелігенція. Мовна і культур. спільність чуваської нації підкріплювалася компактним проживанням основної маси народу на загальній території. До кін. 19 ст. відбулося остаточне. формування і стабілізація конфігурації этнич. території чувашів (7 суміжних повітів Казан. і Симбир. губерній), де проживало 78 % чувашів. На базі етноконсолідаційних процесів і зростання самосвідомості у чувашів на поч. 20 в. виразно позначилися зачатки організованого Ч. н. д. в 1-му десятилітті 20 ст. націонал. рух чувашів перейшов від 1-ї фази, що характеризувалася появою національних просвітників, патріотично налаштованих діячів освіти і культури, до-рие займалися вивченням мови, історії та культури народу, до 2-ї фази — національно-патріотичної агітації з метою поширення самосвідомості на всі верстви етносу. 3-я фаза Ч. н. д. завершилася оформленням масового руху з відкритими політичним. гаслами і мережею національних організацій, утворених з метою етнічної емансипації, що сталося в 1917.

### Суспільно-політична консолідація народу

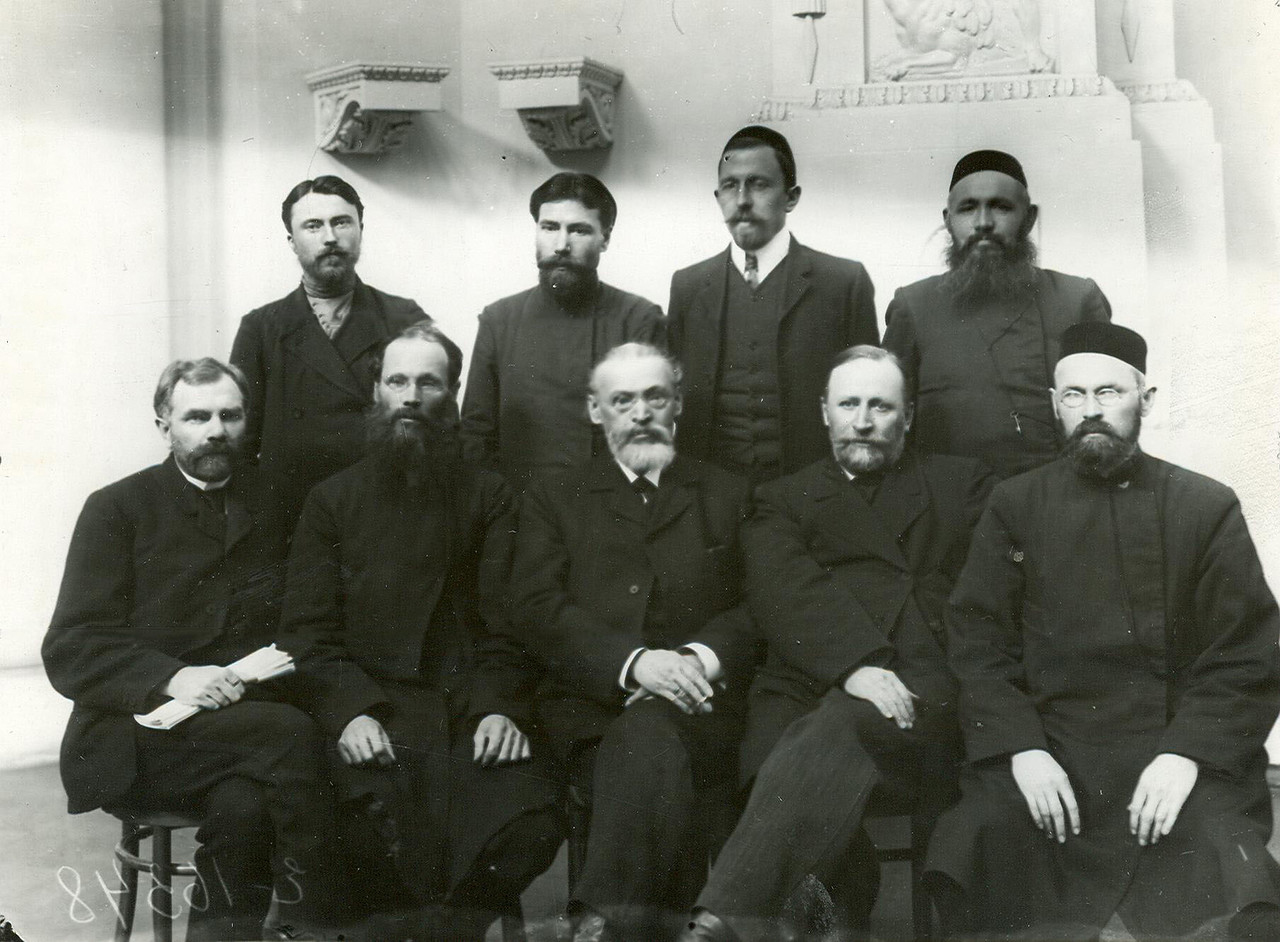
Депутати Державної думи II скликання від Казанської губернії. Стояти: Г. И. Петрухин, А. Ф. Фёдоров, С. Н. Максудов, Г. М. Мусин; сидячи: З. М. Таланцев, М. В. Батуров, М. Я. Капустин, Д. А. Кушников С. Т. Максютов.

У народів Поволжя національний рух було прискорено першою російською революцією 1905-07, в якій взаємопереплелися соціально-політичні, економічні та національні протиріччя і конфлікти. Ідеї національного піднесення насамперед несла молода Чуваська інтелігенція, представлена вчителями, священиками та юристами. Багато з них були вихованцями Симбірської чуваської вчительської школи, але вже не могли задовольнитися цілями і завданнями, які в свій час І ставив. Я. Яковлєв. Переважна більшість представників Чуваської інтелігенції поділяла ідеї партії есерів, що мала з усіх революційних рухів у Поволжі найбільш сильний вплив на Чуваське населення. В її середовищі формувалися ідеологія і лідери чуваського національного руху. Чуваські есери висували національно-культурну вимогу автономії.

### Газета «Хипар»
Видання газети «Хипар» (з січня 1906) сприяло згуртуванню авангардних сил нації, осмисленню шляхів соціального і культурного відродження народу.
«Хипар» стояла біля витоків національної публіцистики, що свідчило про суттєве зрушення в чуваській суспільній думці, діапазон якої розширився від просвітницьких до соціально-політичних, державно-правових поглядів. Газета зіграла свою роль у виборах до Державної Думи. Парламентарії з Чувашії (Я. А. Абрамов, Н. П. Ефремов, Д. А. Кушников, К. В. Лаврский, И. И. Соколов, З. М. Таланцев, А. Ф. Фёдоров) незалежно від партійної приналежності виступали у своїй депутатській діяльності за розвиток освіти, захист національного рівноправності.

### Народження національної ідеології
У роки революції 1905-07 розгорнувся рух чуваш. селян, в к-ром разом з аграрним питанням висувалися суспільно-політич. і націонал. вимоги — громадян. рівноправність і свободи, рівноправність мов, навчання в школі рідною мовою, виборність суддів місць. населенням, використання чуваш. мови в судочинстві, формування місць. управління з урахуванням націонал. складу населення і т. д. В 1905-07 вийшли на арену чуваш. громадський. життя нові сили в особі молоді та політич. радикалів, що доповнили концепт націонал. об'єднання на основі всесторон. освіти і культури акцентами на зростанні політич. самосвідомості, класової боротьби за соціал. звільнення чуваш. народ. Якісний. зміни відбулися і в чуваш. суспільно-політич. думки, к-раю на базі Просвітництва і ліберальних ідей мала загальну тенденцію до формування націонал. ідеології, не йшла далі вимоги культурно-націонал. автономія. Ідея ж про територіальну автономію висловлювалася лише нек-рими діячами чуваш. культура (И. Н. Юркин, Г. А. Кореньков).

### Чуваське національне товариство
Розгорнулося після Лютневої революції 1917 Ч. н. р. спочатку йшло в рамках полиэтнич. територіал. органів народів Волзько-Камського регіону, що виробили спільну для себе форму організації — суспільство (потім Союз дрібних народностей Поволжя) і з'їзди дрібних народностей Поволжя. Перші націонал. чуваш. об'єднання стали виникати навесні 1917: 27 березня створено Ufa чуваш. націонал. товариство під головуванням Г. І. Коміссарова, до літа сформувалася мережа чуваш. націонал. організацій, що включала не тільки губернські, але і повітові і сільські.
Національний підйом по-своєму заломився в церковному житті. Ряд священнослужителів стали активними діячами Ч. н. р. (П. П. Шленкін, Д. Ф. Філімонов, Т. А. Земляницький, Г. Т. Тихонов, А. С. Іванов, К. П. Прокоп'єв та ін.). В якості основних вимог ними висувалися: призначення в чуваські парафії чуваських священнослужителів, впровадження в церковне богослужіння рідної мови, установа посади чуваської архієрея.
Відроджена 1 травня 1917 р. газета «Хыпар» стала рупором суспільно-політичних і національних прагнень етносу, закликала до єднання всіх чувашів.
Відмітна риса послефевральскій періоду — радикальна демократизація існуючих і виникнення нових політичних інститутів, які в національному регіоні неминуче наповнювалися етнічним змістом. Вперше в історії головами Цивільськ, Чебоксарській і Ядринском земських управ були обрані чуваші. З'явилися альтернативні форми масової участі чуваської населення в суспільно-політичному житті — поради депутатів, селянські з'їзди і союзи, солдатські організації і т. д. Найбільш яскраво національна специфіка проявилася в діяльності повітових селянських з'їздів, на яких ставилися і обговорювалися питання про національне самовизначення народів і адміністративно-територіальний устрій Росії. Національно орієнтованими були об'єднання військовослужбовців-чувашів (Чуваські військові комітети і земляцтва), в їх середовищі зароджувалася нова генерація політичних лідерів (А. Д. Краснов, Д. П. Петров, Г. Т. Титов та ін.). Різноманіття форм Ч.н.д. після лютого 1917 відображали і ін. громадські об'єднання, наприклад, такі, як вчительські союзи, Союз чуваської учнівської молоді тощо Вони не ставили перед собою програмних національно-політичних цілей, але формували соціальний простір для розвитку громадської та громадянської ініціативи чуваського суспільства.
Лютий 1917 різко стимулював багатопартійність, висунувши на перший план ліберальні і соціалістичні партії, які в своїх програмах неминуче повинні були чітко артикулювати бачення і способи вирішення національних проблем. Політичні партії, за винятком чорносотенців, що діяли в Чуваському краї, висували вимогу автономії в рамках Російської держави, перетвореного в демократичне чи федеративний. Лідери есерів як програмних цілей партії влітку 1917 висували гасла демократичної республіки з перспективою перетворення на федеративну державу при настанні відповідних соціально-політичних умов, національно-культурної автономії для чувашів, пропорційно-національного представництва у виборних органах влади.

### Загальночуваський національний з'їзд
Стратегія національного підйому і ідеологічна платформа ЧНР прийняті на общечувашском національному форумі в червні 1917 століття
в Симбірську (див. З'їзд общечувашскій національний), котра обрала центральну чувашскую організацію — Чуваське національне суспільство (ЧНС).

### Загальночуваський робітничо-селянський з'їзд
Повалення Тимчасового уряду і перехід влади в руки коаліції з більшовиків і лівих есерів у жовтні 1917 створили нову конфігурацію політичним. сил в країні. Рада. уряд проголосив в своїх декретах де-юре право народів Росії на вільне самовизначення аж до утворення самостоятельно держава. Багато в чому під впливом цієї обставини в кін. 1917 національні лідерами татар і башкир був висунутий план област. автономії середовищ. Поволжя і Приуралля (Волзько-Уральський штат, Урало-Волзький штат, Середньоволзький і Південно-Уральський штат, Волзько-Камський штат, Волзько-Уральська Радянська республіка або Татаро-Башкирська Радянська Республіка). У дискусіях про її створення основними вимогами чуваш. представників були забезпечення рівноправності і суверенності всіх входять до неї народів і надання національно-культур. автономії; створюваний штат розглядався як невіддільна частина Росії, а по внутріш. адміністратив. устрою — як « регіональна (обласна) Федеративна Республіка національностей». Окончател. позиція в спорах про Татаро-Башкирської Радянської республіки виражена на Общечувашском робітничо-селянському з'їзді (червень 1918), к-рий виступив проти включення в неї чуваш. населення.

### Чуваську АО—Чуваську АРСР
З 2-ї половини 1918 року лідери ЧНР стали схилятися до ідеї національно-територіальної автономії — створення чуваської адміністративно-територіальної одиниці. Документально зафіксований проект освіти Чуваської трудової комуни. Ідея організації окремої національно-територіальної одиниці для чувашів отримала реальне втілення в створенні Чуваської автономної області з подальшим її перетворенням в Чуваську АРСР. ЧНД все більше замикалося на проблемах національного розвитку лише тієї частини чуваш. народу, к-раю населяла його автономію.
У 1920-х рр. серйозна увага підтримці і розвитку Чуваської Діаспори ще приділялася. Постановка і обговорення питань національного розвитку характеризувалася тим, що мався на увазі, як правило, весь народ в цілому, а не тільки населення автономії. Про це свідчили і назви численних в той період всечувашських, загальночувашскіх, всеросійських чуваських конференцій, з'їздів, зборів. Була мережа національних навчальних закладів — в Башкирії, Татарії, Симбірській, Самарській та ін. губерніях. У Самарі й Казані випускалися суваські газети. Для чуваських мешканців усіх районів СРСР в Москві випускалася чуваською мовою газета «Стортслекенсен Сассі». У Башкирії, Симбірській губернії, Татар. АРСР, Саратовській губернії, Казахстані та Сибіру були утворені чуваські національні адміністративно-територіальні одиниці. У 1920-х рр. діяла мережа чуваських представництв при центральних партійних і радянських органах і установах.
Відмова від НЕПу, формування суспільства тоталітарного типу супроводжувалися згортанням демократичних процесів у сфері національних відносин: яка превалює тут з початку 1930-х рр. стала тенденція до уніфікації. Національне стало тлумачитися як націоналістичне і протиставлятися інтернаціональному. Була ліквідована мережа чуваських представництв в Москві, призупинено видання центральної газети чуваською мовою «Комунар». Під прапором боротьби з «націоналізмом» був відданий забуттю досвід врахування інтересів всіх етнотериторіальних груп чувашів, з офіційних документів зникла згадка про чувашів, які компактно проживали поза межами республіки; згорнуті процеси коренізації і реалізації чуваської мови політика. У середині 1960-х рр. була проголошена теорія стирання національних відмінностей, злиття націй в один «радянський народ».

### Перебудова
Ситуація в сфері національних відносин радикально стала змінюватися в роки перебудови. З кінця 1980-х років знову відродилося ЧНД. Однією з його організаційних форм став координаційний центр підтримки творчої молоді (КЦТМ)при Чуваському обкомі ВЛКСМ, рішення про створення якого було прийнято в квітні 1987. До складу КЦТМ входили молоді літератори, художники, актори, вчені-гуманітарії, студентська молодь. Заходи КЦТМ викликали гострі дискусії про перспективи поетичного слова, традиції художньо-поетичного авангарду початку 20 століття, статус рідної мови і майбутнього національної культури, про право нації на вільний політичний, економічний і культурний розвиток.
Навесні 1988 група наукових співробітників ЧНИИ ЯЛИЭ і ЧДУ виступила з ініціативою створення Товариства І. Я. Яковлєва, були розроблені програма і статут товариства як народного суспільно-політичного руху. Серед цілей і завдань проголошувалися моральне і національне відродження суспільства, об'єднання національно-культурних устремлінь усіх чувашів незалежно від місця їх проживання, суверенність Чуваської АРСР у сфері економіки, політики та культури, збереження і розвиток народних традицій, надання чуваському мові статусу державної, вивчення та популяризація спадщини В. Я. Яковлєва та ін. У республіканських ЗМІ пройшла дискусія, 30 листопада 1988 відбулося широке збори з обговоренням програмних цілей і завдань Суспільства І. Я. Яковлєва.
Ініціатива зустріла протидію з боку Чуваської обкому КПРС, і намічений на квітень 1989 установчий з'їзд був заборонений.
В якості альтернативи в грудні 1989 проведено установчий з'їзд чуваського суспільно-культурного центру (ЧОКЦ), головою якого був обраний М. М. Юхма. У лютому-березні Рада Міністрів Чуваської АРСР затвердила статут і платформу ЧОКЦ. У березні 1991 р. пройшов установчий з'їзд партії Чуваської національного відродження (Чăваш аталану партийĕ, ПАП), в програмі якої стояло завдання досягнення економічного і політичного суверенітету Чувашії. 9 жовтня 1992 відбувся установчий з'їзд Чуваського Національного конгресу (ЧНК), лейтмотивом якого була реалізація державного суверенітету в повному обсязі. Головою ЧНК був обраний А. П. Хузангай.
З кінця 1980-х років виникали національно-культурні об'єднання (НКО) чувашів в різних регіонах Росії, насамперед у Урало-Поволжя (Республіки Башкортостан і Татарстан, Ульяновської і Самарської областях), де поза території Чувашії щодо компактно проживає найбільша маса чуваського населення. Різні форми НКО створювалися в Москві і Санкт-Петербурзі, в країнах СНД (Казахстан, Молдова, Україна) і Балтії (Латвія, Естонія). Після прийняття Закону Російської Федерації «Про національно-культурну автономію» (1996) почали формуватися чуваські національно-культурні автономії (НКА). До 2011 в Россойской Федерації налічується 85 чуваських НКО, в тому числі 25 НКА. У 2001 затверджена Федеральна національно-культурна автономія чувашів Росії в якості екстериторіального суспільно-державного утворення.
Більшість чуваських НКО і НКА займаються культурно-просвітницькою діяльністю — створенням фольклорних колективів, проведенням традиційних чуваських свят, виданням місцевих республіканських і обласних газет, книг краєзнавчого та історико-етнокультурного змісту, виступають з ініціативами щодо підтримки національного шкільної освіти (вивчення рідної мови і літератури), організації чуваських радіо — і телевізійних програм на місцевому рівні.

## Примітка
1. ↑  Чуваська енциклопедія. Архів оригіналу за 29 червня 2020. Процитовано 11 жовтня 2019.